# Saint-Clar
Saint-Clar település Franciaországban, Gers megyében. Lakosainak száma 1052 fő (2022. január 1.). Saint-Clar Avezan, Castelnau-d'Arbieu, L’Isle-Bouzon, Lectoure, Magnas, Mauroux, Saint-Créac, Saint-Léonard és Urdens községekkel határos.

## Népesség
A település népessége az elmúlt években az alábbi módon változott:
| Lakosok száma | 1033 | 972  | 879  | 980  | 996  | 995  | 1015 | 1046 | 1049 | 1052 |
|               | 1968 | 1982 | 1990 | 2006 | 2013 | 2015 | 2017 | 2019 | 2020 | 2022 |